# Lista de prêmios e indicações recebidos por Fifth Harmony
Esta é a lista de prêmios e indicações recebidos por Fifth Harmony, girl group estadunidense de música pop formado em 2012 durante a segunda temporada do reality show The X Factor. O grupo é composto por Ally Brooke, Dinah Jane, Lauren Jauregui e Normani Kordei. Após terminarem a competição em terceiro lugar, atrás de Tate Stevens e Carly Rose Sonenclar, elas assinaram com a Syco Music e Epic Records, gravadoras de Simon Cowell e L.A. Reid, respectivamente. O grupo já venceu quarenta e nove prêmios de oitenta e seis indicações até o momento.

## American Music Awards
O American Music Awards é uma das maiores premiações anuais da música norte-americana (ao lado do Grammy e do Billboard Music Awards). O AMAs foi criado por Dick Clark em 1973.
| Ano  | Trabalho nomeado | Categoria                 | Resultado | Ref.  |
| ---- | ---------------- | ------------------------- | --------- | ----- |
| 2016 | "Work from Home" | Collaboration of the Year | Venceu    | [ 4 ] |

## BillboardWomen in Music
O Billboard Women in Music premia as mulheres mais importantes na indústria fonográfica.
| Ano  | Trabalho nomeado | Categoria         | Resultado | Ref.  |
| ---- | ---------------- | ----------------- | --------- | ----- |
| 2015 | Fifth Harmony    | Group of the Year | Venceu    | [ 6 ] |

## Bravo Otto Award
O Bravo Otto é um prêmio alemão que honra a excelência na música, televisão e cinema. O prêmio é dado em ouro, prata ou bronze para os três indicados de cada categoria.
| Ano  | Trabalho nomeado | Categoria  | Resultado | Ref.  |
| ---- | ---------------- | ---------- | --------- | ----- |
| 2015 | Fifth Harmony    | Super-Band | Prata     | [ 8 ] |

## British LGBT Awards
O British LGBT Awards é uma premiação britânica que visa celebrar indivíduos e organizações que demonstram apoio à comunidade LGBT.
| Ano  | Trabalho nomeado | Categoria                | Resultado | Ref.   |
| ---- | ---------------- | ------------------------ | --------- | ------ |
| 2017 | Fifth Harmony    | Music Artist of the Year | Venceu    | [ 10 ] |

## iHeartRadio Music Awards
iHeartRadio Music Awards é uma premiação que celebra a música ouvida durante todo o ano, em todas as estações de rádio da iHeartMedia nos Estados Unidos e na iHeartRadio, a plataforma de música digital da iHeartMedia.
| Ano  | Trabalho nomeado      | Categoria        | Resultado | Ref.   |
| ---- | --------------------- | ---------------- | --------- | ------ |
| 2016 | "Uptown Funk" (Cover) | Best Cover Song  | Venceu    | [ 12 ] |
| 2016 | Fifth Harmony         | Best Fan Army    | Indicado  | [ 12 ] |
| 2017 | Fifth Harmony         | Best Fan Army    | Venceu    | [ 13 ] |
| 2017 | "Work from Home"      | Best Music Video | Venceu    | [ 13 ] |
| 2017 | "Ex's & Oh's" (Cover) | Best Cover Song  | Venceu    | [ 13 ] |
| 2018 | Fifth Harmony         | Best Fan Army    | Indicado  | [ 14 ] |

## Japan Gold Disc Award
O Japan Gold Disc Award é um prêmio musical do Japão, concedido pela Recording Industry Association of Japan.
| Ano  | Trabalho nomeado | Categoria                              | Resultado | Ref.   |
| ---- | ---------------- | -------------------------------------- | --------- | ------ |
| 2017 | Fifth Harmony    | New Artist of the Year (International) | Venceu    | [ 16 ] |
| 2017 | Fifth Harmony    | Best 3 New Artists                     | Venceu    | [ 16 ] |
| 2017 | "Work from Home" | Song of the Year by Download           | Venceu    | [ 16 ] |

## Melon Music Awards
O Melon Music Awards é uma das principais premiações musicais realizadas anualmente na Coreia do Sul. O julgamento dos vencedores é feito a partir do cálculo de vendas digitais e votos online.
| Ano  | Trabalho nomeado | Categoria     | Resultado | Ref.   |
| ---- | ---------------- | ------------- | --------- | ------ |
| 2015 | "Worth It"       | Best Pop Song | Indicado  | [ 17 ] |

## MTV

### MTV Europe Music Awards
MTV Europe Music Awards, mais conhecido como EMA, é uma premiação de música que ocorre anualmente no mês de novembro. Foi estabelecido em 1994 pela MTV Europeia, para celebrar os artistas, músicas e videoclipes mais populares na Europa.
| Ano  | Trabalho nomeado | Categoria              | Resultado | Ref.   |
| ---- | ---------------- | ---------------------- | --------- | ------ |
| 2014 | Fifth Harmony    | Best US Act            | Venceu    | [ 19 ] |
| 2014 | Fifth Harmony    | Best North America Act | Venceu    | [ 19 ] |
| 2014 | Fifth Harmony    | Best Worldwide Act     | Indicado  | [ 19 ] |
| 2014 | Fifth Harmony    | Artist on the Rise     | Indicado  | [ 19 ] |
| 2016 | Fifth Harmony    | Best Pop               | Venceu    | [ 20 ] |
| 2017 | Fifth Harmony    | Best Us Act            | Venceu    | [ 21 ] |

### MTV TRL Awards
O MTV TRL Awards foi criado em 2006 pela MTV Itália. A cerimônia premia os mais populares no país nas áreas da música, cinema e moda.
| Ano  | Trabalho nomeado | Categoria                  | Resultado | Ref.   |
| ---- | ---------------- | -------------------------- | --------- | ------ |
| 2015 | Fifth Harmony    | Best Artist from the World | Indicado  | [ 22 ] |
| 2016 | Fifth Harmony    | Best Fans                  | Indicado  | [ 23 ] |
| 2017 | Fifth Harmony    | Artist Saga                | Venceu    | [ 24 ] |

### MTV Video Music Awards
O MTV Video Music Awards, conhecido como VMA, é o prêmio mais importante da MTV, criado em 1986 para celebrar vídeos musicais.
| Ano  | Trabalho nomeado        | Categoria          | Resultado | Ref.   |
| ---- | ----------------------- | ------------------ | --------- | ------ |
| 2014 | "Miss Movin' On"        | Artist to Watch    | Venceu    | [ 26 ] |
| 2015 | "Worth It"              | Song of Summer     | Indicado  | [ 27 ] |
| 2016 | "Work from Home"        | Best Collaboration | Venceu    | [ 28 ] |
| 2016 | "All in My Head (Flex)" | Song of Summer     | Venceu    | [ 28 ] |
| 2017 | "Down"                  | Best Pop Video     | Venceu    | [ 29 ] |
| 2017 | "Down"                  | Best Choreography  | Indicado  | [ 29 ] |
| 2017 | "Down"                  | Song of Summer     | Indicado  | [ 29 ] |

### MTV Video Music Awards Japan
O MTV Video Music Awards Japan é a versão japonesa do MTV Video Music Awards. Assim como em sua edição norte-americana, os artistas são premiados por suas músicas e vídeos musicais através de voto online.
| Ano  | Trabalho nomeado | Categoria         | Resultado | Ref.   |
| ---- | ---------------- | ----------------- | --------- | ------ |
| 2016 | "Work from Home" | Best Group Video  | Venceu    | [ 30 ] |
| 2016 | "Work from Home" | Best Choreography | Indicado  | [ 30 ] |
| 2016 | "Work from Home" | Best Pop Video    | Indicado  | [ 30 ] |

## MuchMusic Video Awards
MuchMusic Video Awards ou MMVA é uma das principais premiações do Canadá, realizado anualmente pelo canal de televisão Much.
| Ano  | Trabalho nomeado | Categoria                              | Resultado | Ref.   |
| ---- | ---------------- | -------------------------------------- | --------- | ------ |
| 2016 | Fifth Harmony    | Fan Fave International Artist or Group | Venceu    | [ 32 ] |
| 2016 | Fifth Harmony    | iHeartRadio International Duo or Group | Indicado  | [ 32 ] |
| 2016 | Fifth Harmony    | Most Buzzworthy International Artist   | Venceu    | [ 32 ] |

## Nickelodeon

### Meus Prêmios Nick
Meus Prêmios Nick é a versão brasileira do Nickelodeon Kids' Choice Awards (KCA), o maior prêmio infantil da TV mundial. A primeira edição do Meus Prêmios Nick aconteceu em 2000, sob o comando de Márcio Garcia.
| Ano  | Trabalho nomeado | Categoria                         | Resultado | Ref.   |
| ---- | ---------------- | --------------------------------- | --------- | ------ |
| 2016 | Fifth Harmony    | Artista Internacional Favorito    | Venceu    | [ 34 ] |
| 2017 | "Down"           | Videoclipe Internacional Favorito | Indicado  | [ 35 ] |

### Nickelodeon Kids' Choice Awards
O Nickelodeon Kids' Choice Awards (ou simplesmente KCAs) é a maior premiação infantil do planeta, exibida anualmente entre os meses de março e abril. São consagradas as personalidades da televisão, cinema e música do cotidiano.
| Ano  | Trabalho nomeado | Categoria            | Resultado | Ref.   |
| ---- | ---------------- | -------------------- | --------- | ------ |
| 2015 | Fifth Harmony    | Favorite New Artist  | Venceu    | [ 37 ] |
| 2016 | Fifth Harmony    | Favorite Music Group | Venceu    | [ 38 ] |
| 2017 | "Work from Home" | Favorite Song        | Venceu    | [ 39 ] |
| 2017 | Fifth Harmony    | Favorite Music Group | Venceu    | [ 39 ] |
| 2018 | Fifth Harmony    | Favorite Music Group | Venceu    | [ 40 ] |

## NRJ Music Award
O NRJ Music Awards foi criado em 2000 pela rádio NRJ em parceria com o canal de televisão TF1. A premiação acontece anualmente em meados de janeiro em Cannes, na França. São premiados músicos nacionais e internacionais de diferentes categorias.
| Ano  | Trabalho nomeado | Categoria                              | Resultado | Ref.   |
| ---- | ---------------- | -------------------------------------- | --------- | ------ |
| 2016 | Fifth Harmony    | International Breakthrough of the Year | Indicado  | [ 42 ] |

## People's Choice Awards
O People's Choice Awards é uma premiação que reconhece as pessoas, músicas e séries da cultura popular. Foi criada pelo produtor Bob Stivers e é exibida desde 1975 pela CBS.
| Ano  | Trabalho nomeado | Categoria                | Resultado | Ref.   |
| ---- | ---------------- | ------------------------ | --------- | ------ |
| 2015 | Fifth Harmony    | Favorite Breakout Artist | Indicado  | [ 44 ] |
| 2016 | Fifth Harmony    | Favorite Group           | Venceu    | [ 45 ] |
| 2017 | Fifth Harmony    | Favorite Group           | Venceu    | [ 46 ] |

## Premios Juventud
O Premios Juventud é uma premiação para celebridades falantes de espanhol nas áreas de música, esportes e filmes, apresentado pela emissora de televisão americana Univision.
| Ano  | Trabalho nomeado | Categoria        | Resultado | Ref.   |
| ---- | ---------------- | ---------------- | --------- | ------ |
| 2015 | "Worth It"       | Best Performance | Venceu    | [ 48 ] |
| 2015 | Fifth Harmony    | Best Dressed     | Venceu    | [ 48 ] |
| 2016 | Fifth Harmony    | Favorite Tweeter | Indicado  | [ 49 ] |
| 2016 | "Work from Home" | Favorite Hit     | Indicado  | [ 49 ] |

## Radio Disney Music Awards
O Radio Disney Music Awards é um prêmio apresentado anualmente pela Radio Disney. A premiação honra as maiores conquistas do ano na música.
| Ano  | Trabalho nomeado | Categoria                              | Resultado | Ref.   |
| ---- | ---------------- | -------------------------------------- | --------- | ------ |
| 2014 | Fifth Harmony    | Breakout Artist of the Year            | Venceu    | [ 51 ] |
| 2014 | "Me & My Girls"  | Best Song to Rock Out to With Your BFF | Venceu    | [ 51 ] |
| 2015 | "BO$$"           | Catchiest New Song                     | Indicado  | [ 52 ] |
| 2015 | Fifth Harmony    | Best Music Group                       | Venceu    | [ 52 ] |
| 2015 | Fifth Harmony    | Fiercest Fans                          | Venceu    | [ 52 ] |
| 2016 | Fifth Harmony    | Best Music Group                       | Venceu    | [ 53 ] |
| 2016 | Fifth Harmony    | Fiercest Fans                          | Venceu    | [ 53 ] |
| 2017 | Fifth Harmony    | Best Group                             | Venceu    | [ 54 ] |
| 2017 | Fifth Harmony    | Fiercest Fans                          | Venceu    | [ 54 ] |

## Shorty Awards
Os Shorty Awards, também conhecido como Shorties, é uma premiação anual que reconhece pessoas e organizações que produzem conteúdo para redes sociais.
| Ano  | Trabalho nomeado | Categoria | Resultado | Ref.   |
| ---- | ---------------- | --------- | --------- | ------ |
| 2014 | Fifth Harmony    | Best Band | Venceu    | [ 56 ] |
| 2015 | Fifth Harmony    | Best Band | Indicado  | [ 57 ] |

## Teen Choice Awards
O Teen Choice Awards é uma premiação anual feita pela Fox, conhecido também como TCA. O programa homenageia as maiores realizações do ano nas áreas da música, filmes, esportes, e televisão, votado por adolescentes com idades compreendidas entre os 13-19 anos.
| Ano  | Trabalho nomeado             | Categoria                           | Resultado | Ref.   |
| ---- | ---------------------------- | ----------------------------------- | --------- | ------ |
| 2014 | Fifth Harmony                | Choice Music Group                  | Indicado  | [ 59 ] |
| 2014 | Fifth Harmony                | Choice Breakout Group               | Indicado  | [ 59 ] |
| 2014 | Fifth Harmony                | Choice Summer Group                 | Indicado  | [ 59 ] |
| 2014 | Fifth Harmony                | Choice Fanatic Fans                 | Indicado  | [ 59 ] |
| 2014 | "Miss Movin' On"             | Choice Break-Up Song                | Indicado  | [ 59 ] |
| 2014 | "BO$$"                       | Choice Single: Group                | Indicado  | [ 59 ] |
| 2015 | "Worth It"                   | Choice Song: Group                  | Indicado  | [ 60 ] |
| 2015 | "Worth It"                   | Choice Summer Song                  | Venceu    | [ 60 ] |
| 2015 | "Sledgehammer"               | Choice Love Song                    | Indicado  | [ 60 ] |
| 2015 | Fifth Harmony                | Choice Music Group: Female          | Venceu    | [ 60 ] |
| 2015 | Fifth Harmony                | Choice Female Hottie                | Venceu    | [ 60 ] |
| 2015 | Fifth Harmony                | Choice Summer Music Star: Group     | Indicado  | [ 60 ] |
| 2015 | Fifth Harmony                | Choice Fandom                       | Indicado  | [ 60 ] |
| 2016 | Fifth Harmony                | Choice Music Group                  | Indicado  | [ 61 ] |
| 2016 | Fifth Harmony                | Choice Summer Music Star: Group     | Indicado  | [ 61 ] |
| 2016 | Fifth Harmony                | Choice Social Media Queen           | Venceu    | [ 61 ] |
| 2016 | Fifth Harmony                | Choice Fandom                       | Indicado  | [ 61 ] |
| 2016 | The 7/27 Tour                | Choice Summer Tour                  | Indicado  | [ 61 ] |
| 2016 | "Work from Home"             | Choice Song: Group                  | Indicado  | [ 61 ] |
| 2016 | "Work from Home"             | Choice Summer Song                  | Indicado  | [ 61 ] |
| 2016 | "I'm in Love with a Monster" | Choice Song from a Movie or TV Show | Venceu    | [ 61 ] |
| 2017 | "Down"                       | Choice Song: Group                  | Venceu    | [ 62 ] |
| 2017 | Fifth Harmony                | Choice Music Group                  | Venceu    | [ 62 ] |
| 2017 | Fifth Harmony                | Choice Summer Group                 | Venceu    | [ 62 ] |
| 2017 | Fifth Harmony                | Choice Fandom                       | Venceu    | [ 62 ] |
| 2018 | Fifth Harmony                | Choice Fandom                       | Indicado  | [ 63 ] |
| 2018 | Fifth Harmony                | Choice Music Group                  | Indicado  | [ 63 ] |